# Pesi atomo
I Pesi atomo sono una categoria di peso del pugilato femminile e di altre arti marziali.

## Pugilato

### Limiti di peso
A partire dal 2003, per appartenere alla categoria dei pesi atomo del pugilato professionistico femminile, le pugili non possono superare il peso di 102 libbre, ovvero di 46,266 chilogrammi. Fino al 2003, la soglia di peso era invece pari a 45 kg.
Per quanto riguarda il pugilato dilettantistico, nel 2010 l'intervallo di peso della categoria dei pesi mosca leggeri è stato ampliato al fine di inglobare parzialmente quella dei pesi atomo, che a livello dilettantistico sopravvive soltanto nei campionati juniores, ed è stato quindi portato a 45-48 kg, con le atlete di peso inferiore ai 45 kg escluse dalle competizioni.

### Storia
La categoria dei pesi atomo ha una storia piuttosto recente nel pugilato professionistico, dato che le principali organizzazioni mondiali hanno cominciato a riconoscere tale categoria soltanto a partire dagli anni 2000, in particolare la prima campionessa del mondo WBC è stata Chirawadee Srisuk, che ha conquistato il titolo il 31 agosto 2007, la prima campionessa del mondo WBO è stata Nao Ikeyama, detentrice del titolo a partire dal 17 maggio 2014, e la prima campionessa del mondo IBF è stata Yokasta Valle, che ha conseguito il titolo il 16 dicembre 2016.
A detenere attualmente il record di difese consecutive del titolo mondiale di questa categoria è la giapponese Momo Koseki, capace di difendere il suo titolo WBC per ben 17 incontri.
Storicamente la categoria è dominata dalle pugili asiatiche, soprattutto giapponesi, ma con alcuni successi sporadici di pugili provenienti dall'America del Sud.

### Campionati professionistici
Dati aggiornati al 20 ottobre 2022
| Federazione | Dal               | Campionessa       | Record        | Difese | Prossima difesa | Avversario |
| ----------- | ----------------- | ----------------- | ------------- | ------ | --------------- | ---------- |
| WBA         | 31 agosto 2018    | Monserrat Alarcón | 17-4-2 (0 KO) | 7      |                 |            |
| WBC         | 31 agosto 2018    | Fabiana Bytyqi    | 19-0-1 (5 KO) | 6      |                 |            |
| WBO         | 1º settembre 2022 | Yuko Kuroki       | 20-7-2 (9 KO) | 0      |                 |            |
| IBF         | 25 febbraio 2022  | Ayaka Miyao       | 25-9-2 (6 KO) | 0      |                 |            |

## Arti marziali miste
Nei campionati di arti marziali miste delle maggiori federazioni, la divisione dei pesi atomo raggruppa i lottatori di entrambi i sessi di peso inferiore alle 105 libbre (circa 48 kg).